# رودريغو بيكهام
رودريغو بيكهام (بالبرتغالية: Rodrigo Juliano Lopes de Almeida‏) هو مدرب كرة قدم ولاعب كرة قدم برازيلي، ولد في 7 أغسطس 1976 في سانتوس، ساو باولو في البرازيل. لعب مع أتلتيكو باراناينسي وأتلتيكو مينيرو وبوتافوغو ريغاتاس ونادي إيفرتون ونادي بارانا ونادي جوفنتودي ونادي غاما ونادي غواراني ونادي فاسكو دا غاما ونادي فورتاليزا ونادي كورينثيانز.

## وصلات خارجية
- رودريغو بيكهام على موقع قاعدة بيانات كرة القدم.إي يو (الإنجليزية)
- رودريغو بيكهام على موقع Soccerbase.com (لاعب) (الإنجليزية)
- رودريغو بيكهام على موقع عالم كرة القدم.نت (الإنجليزية)